# Harvey Colchado
Harvey Julio Colchado Huamaní (Lima, 11 de abril de 1974) es un coronel de inteligencia de la Policía Nacional del Perú. Fue líder de la División de Investigación de Delitos de Alta Complejidad (Diviac) y participó como analista en la Operación Chavín de Huántar, en las captura del terrorista alias Camarada Artemio, el narcotraficante Fernando Zeballos, así como en el arresto de la líder opositora Keiko Fujimori y de los expresidentes Alan García y Pedro Castillo, en la desarticulación de la organizaciones criminales «Los Cuellos Blancos del Puerto» liderada por el exjuez supremo César Hinostroza; y el caso «La Fiscal y su Cúpula del Poder» liderada por la exfiscal de la nación, Patricia Benavides. Así como investigar a los altos funcionarios en el Gobierno de la Presidenta Dina Boluarte por el Caso Rolex y a miembros del MOVADEF.
A mediados de 2024, tras el allanamiento de la residencia de Dina Boluarte, la DIVIAC fue desactivada por el Ministerio del Interior y Colchado fue reasignado a policía de patrullaje. Meses después, fue pasado al retiro por el propio ministerio.

## Biografía

### Primeros años
Nació en 1974. Egresó de la Escuela de Oficiales de la Policía Nacional del Perú (EO-PNP). Está casado con la fiscal Marcelita del Rosario Gutiérrez Vallejos.
Trabajó en la Dirección contra el Terrorismo (DIRCOTE). En 1997, fue parte del equipo de inteligencia cibernética de la Operación Chavín de Huántar, siendo uno de los tres analistas encargados de las escuchas de los micrófonos instalados en la residencia del embajador de Japón tomado por el grupo terrorista MRTA. Por tal acción, fue ascendido al grado de coronel de policía. En el año 2005, participó en la investigación y captura del empresario y narcotraficante Fernando Zevallos, alias "Lunarejo".

### Captura del «Camarada Artemio»
En el año 2006, Colchado fue enviado a Tingo María para investigar diversos organismos generados, gremios cocaleros y agrupaciones de familiares que servían de soporte a Florindo Flores Hala, alias "Camarada Artemio" y líder de Sendero Luminoso del Alto Huallaga. En el año 2012, con el alias de «René» y como miembro de la División de Investigaciones Especiales (DIVINESP) de la Dirección Antidrogas de la PNP (DIRANDRO), Colchado participó en la Operación Crepúsculo, que llevó a la captura del "Camarada Artemio". Previamente, había participado en la captura de diversos mandos intermedios de los senderistas del Alto Huallaga.

### Operativo Olimpo
En el año 2015, Colchado lideró las investigaciones contra el MOVADEF, a través de las cuales se realizó seguimiento e interceptación legal de comunicaciones. Dichas investigaciones culminaron en el Operativo Olimpo del año 2020.

### Diviac
En agosto del 2016, durante el gobierno de Pedro Pablo Kuczynski, Colchado conformó y lideró la División de Investigación de Delitos de Alta Complejidad (Diviac). En el año 2018, participó en la captura de Keiko Fujimori, quien era acusada de lavado de activos. Además, estuvo a cargo de la grabación de los CNM audios, que permitió el descubrimiento de los denominados «Cuellos Blancos». Debido a que acusó a Pedro Chávarry de ser un «cuello blanco» y un «fiscal del partido fujimorista», se le abrió investigación por parte de la Inspectoría de la PNP para sanción por adelantar opinión del caso CNM audios. En diciembre del mismo año, fue acusado de espiar al expresidente Alan García. En el año 2019, participó en la diligencia que tenía por objetivo la detención de Alan García, proceso durante la cual el expresidente se suicidó. Tras el suicidio de García, Colchado fue citado al congreso para esclarecer las circunstancias del suicidio de García y las acusaciones de usar la Diviac como «policía política». Tras el deslacrado de la oficina de Duarte Castro por parte de Rosa Venegas, exasesora de Chávarry, Colchado estuvo involucrado en un incidente con los efectivos policiales encargados de la seguridad de Chávarry (Juan Arias Contreras, James Rodríguez Zavaleta y Hugo Robles Chiong), quienes fueron señalados por facilitar el ingreso de Venegas a las oficinas previamente lacradas por el fiscal José Domingo Pérez en el marco de la investigación de los aportes de campaña a Fuerza Popular.  Según declaró Chiong ante el fiscal Reynaldo Abia en el marco del proceso seguido a Venegas, Colchado le amenazó a él y a Rodríguez en Inspectoría diciéndoles que «digan la verdad» y que trabajaba «con Domingo Pérez y ustedes saben que Domingo Pérez es canero... y no te sorprendas que vas a estar con prisión preventiva».
En el año 2020, Colchado fue reemplazado en la jefatura de la Diviac por el coronel PNP Jorge Gonzáles Quispe. Durante la pandemia de COVID-19, Colchado fue parte de una campaña de concientización a la ciudadanía para que acaten la cuarentena.

#### Equipo especial de la PNP
En julio del 2022, la fiscal Marita Barreto solicitó al Ministerio del Interior la disposición de cuatro oficiales de la PNP para ser parte del Equipo Especial de la Policía, un órgano encargado de la búsqueda y captura de prófugos vinculados a actos de corrupción del gobierno de Pedro Castillo. La fiscal solicitó que Colchado, quien por entonces era jefe de la División de Búsqueda de Personas de la Dirección General de Inteligencia (DIGIMIN), sea el líder del Equipo Especial. Colchado integró dicho equipo junto a Walter Lozano, jefe de la División de Inteligencia de la DIRANDRO; quedando dicho equipo como apoyo al Equipo Especial Contra la Corrupción del Poder (EFICCOP), liderada por Barreto. El gobierno solicitó el pase al retiro de Colchado debido al allanamiento del Palacio de Gobierno que Colchado lideró en el proceso de búsqueda y captura de Yenifer Paredes Navarro, hija putativa de Castillo e involucrada en actos de corrupción. La denuncia hecha por Castillo a Colchado fue luego archivada por la Inspectoría de la PNP. Luego, fue relevado de la jefatura en el DIGIMIN y reemplazado por el comandante PNP Mario Alfredo Hidalgo Yen. Tras el intento de autogolpe de Pedro Castillo, en diciembre del 2022, Colchado lideró el arresto de Castillo cuando se dirigía a la embajada mexicana para solicitar asilo.
En el año 2023, volvió a liderar la Diviac conservando el puesto de coordinador del Equipo Especial de la PNP. Colchado, en noviembre del mismo año, lideró la Operación Valkyria V, durante la cual se allanó la sede de la fiscalía de la nación en el curso del caso denominado La Fiscal y su Cúpula del Poder, una investigación llevada a cabo por Barreto, quien previamente fue destituida del Eficcop, contra una presunta organización criminal liderada por la fiscal de la nación Patricia Benavides.
En 2024, Colchado fue designado para liderar el allanamiento de la residencia de Dina Boluarte como parte de las investigaciones en el caso Rolex. Pese a la declaración del Primer Ministro del Gobierno de Boluarte, Gustavo Adrianzén, de no emprender acciones para su destitución, el Coronel Colchado fue apartado de la Diviac. Paralelamente, la Inspectoría de la PNP inició un procedimiento disciplinario contra Colchado por una supuesta «infracción muy grave». Esta medida surgió tras la denuncia realizada por Willax Televisión, que alegaba que Colchado había compartido una fotografía de una torta de cumpleaños con su nombre, presuntamente como una ofensa hacia la Comandante Suprema de iure de la Policía Nacional, que encabeza la presidenta Dina Boluarte.
Después de ser separado de la Diviac, Colchado fue destinado únicamente a labores de patrullaje. Además, recibió una alta calificación de la Pontificia Universidad Católica del Perú, por lo que fue invitado a un seminario, pero la orden de restricción de la institución policial se lo impidió. Sucedió lo mismo cuando iba a exponer en la Universidad Nacional Mayor de San Marcos. En noviembre de 2024, el policía denunció la «amenaza permanente e inminente» del gobierno ante la Comisión Interamericana de Derechos Humanos.
Finalmente, Colchado pasó a situación de retiro en diciembre de 2024 por haber superado los 20 años de servicio y al menos cinco años en el grado de oficial. Según la revista Hildebrandt en sus Trece, se cree que la decisión del Ministerio del Interior se tomó ocho meses después de una conversación en la que Mateo Castañeda, exabogado de Dina Boluarte, advirtió sobre las posibles consecuencias si no negociaba con la defensa presidencial. Los altos funcionarios del Ministerio del Interior Ricardo Valdés, Rubén Vargas y Wilfredo Pedraza consideraron a Colchado como una figura importante para la Policía y consideraron que su retiro no debería haberse producido en estas circunstancias.

## Obras
- Artemio, la cacería del último cabecilla de Sendero Luminoso (2025)[42]

## Reconocimientos
- 2022: Condecoración por la Policía Nacional del Perú.[43]